# Drosophila paraanthrax
Drosophila paraanthrax är en tvåvingeart som beskrevs av Elmo Hardy och Kenneth Y. Kaneshiro 2001. Drosophila paraanthrax ingår i släktet Drosophila och familjen daggflugor.
Artens utbredningsområde är Hawaii.